# Maatgraven
De Maatgraven is een beek in Overijssel (Nederland). De beek ontspringt net buiten de oostelijke kant van Rijssen. De beek stroomt in noordoostelijke richting. De beek mondt dan uit in de Regge.
De Maatgraven stroomt als een klein beekje door Rijssen heen. De Maatgraven is een door de mens aangebrachte waterloop vanuit het Elsenerveld tussen Holten en Markelo. In 1917 werd deze met de hand verder uitgediept en verbreed voor een betere waterafvoer van het weide-veengebied ten westen en zuiden van Rijssen.

## Galerie

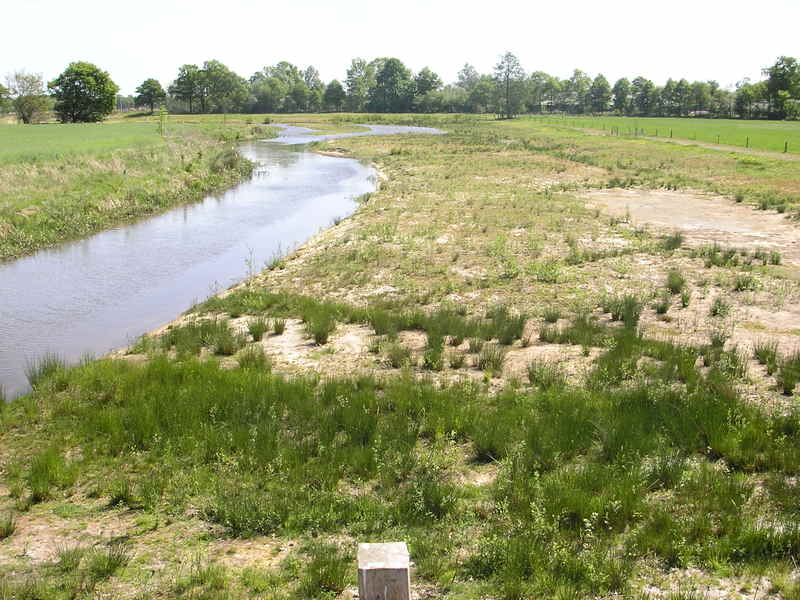
De Maatgraven ter hoogte van de Plaagslagen
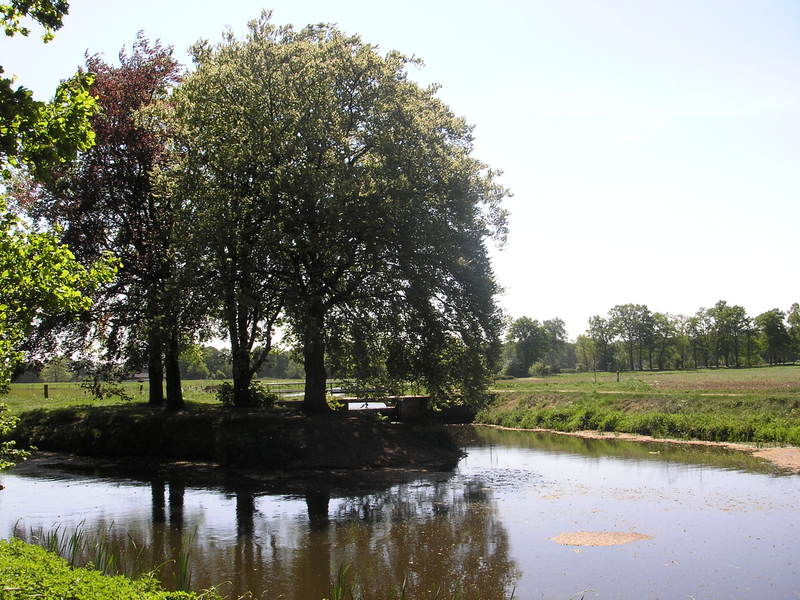
De Maatgraven ter hoogte van de Veeneslagen